# 之后
《之后》（韓語：그후）是韩国导演洪常秀创作并执导的电影，于2017年在韩国上映。该影片入选2017年戛纳电影节正式竞赛单元，并獲提名金棕榈奖。

## 剧情
已婚男子奉完在韩国经营一家小型出版社，与女员工昌淑是情人关系，但不久前昌淑的离开令奉完感到十分痛苦。这一天，他像以往一样早早离开家去出版社工作，碰到了第一天来上班的助理雅凛。与此同时，奉完的妻子意外发现了丈夫与情人的恋爱信件，便追到了出版社，恰好遇到雅凛，她错以为雅凛就是那个与丈夫交往的女人。

## 人物
- 权海骁 饰 金奉完
- 金敏喜 饰 宋雅凛
- 金玺碧 饰 李昌淑
- 赵倫嬉 饰 宋海珠

## 评价
据烂番茄网站的资料显示，在影片目前获得的共计22个评论中，正面评价占77%，平均得分为7.5/10。在Metacritic网站上，影片获得普遍好评，平均得分为67/100。